# 赤沢与仁
赤沢 与仁（赤澤 與仁、あかざわ よじん、1905年（明治38年）10月6日 – 1960年（昭和35年）2月13日）は、昭和期の農政家、実業家、政治家。位階は正五位。参議院議員。

## 経歴
徳島県板野郡大津村吉永（現鳴門市大津町吉永）で、赤沢時太郎、サキの長男として生まれる。1930年（昭和5年）九州帝国大学法文学部法科を卒業した。
1933年（昭和8年）産業組合中央会徳島県支会主事補に就任。その後、徳島県農業会長、全国農業会理事、大津農業協同組合長、徳島県農業協同組合連合会理事、同会長、全国農業協同組合連合会理事、徳島県信用農業協同組合連合会長、農林中央金庫評議員、全国農業共済組合連合会理事、徳島民報社監査役、日本ガイドショップ社長、石岡電機顧問などを務めた。
1947年（昭和22年）4月の第1回参議院議員通常選挙に徳島県地方区から立候補して当選し、緑風会に所属して参議院議員に1期在任した。この間、参議院公職選挙法改正に関する特別委員長などを務めた。
1960年（昭和35年）2月13日、死去した。54歳没。死没日付をもって正五位勲四等に叙され、旭日小綬章を追贈された。

## 脚註